# Liste des cavités naturelles les plus longues de la Charente
La liste des cavités naturelles les plus longues de la Charente recense, sous forme de tableau(x), les cavités souterraines naturelles connues dans ce département français, dont le développement est supérieur ou égal à deux cents mètres.
La communauté spéléologique considère qu'une cavité souterraine naturelle n'existe vraiment qu'à partir du moment où elle est « inventée » c'est-à-dire découverte (ou redécouverte), inventoriée, topographiée et publiée. Bien sûr, la réalité physique d'une cavité naturelle est la plupart du temps bien antérieure à sa découverte par l'homme ; cependant tant qu'elle n'est pas explorée, mesurée et révélée, la cavité naturelle n'appartient pas au domaine de la connaissance partagée.
La liste spéléométrique des 41 plus longues cavités naturelles de la Charente (≥ deux cents mètres) est actualisée à novembre 2020.
La plus longue cavité souterraine naturelle répertoriée dans le département de la Charente est  « le Trou Qui Fume », sur la commune de La Rochette (cf. ligne 1 du tableau ci-dessous).

## Répartition géographique
| \| Angoulême Cognac Confolens \| Répartition géographique des cavités naturelles de la Charente. |
| Angoulême Cognac Confolens                                                                       |

## Histogramme à 4 classes
| \| Histogramme de la répartition des plus longues cavités naturelles de la Charente par classe de développement -- Les 41 cavités citées fin 2019 sont réparties en 4 classes de développement -- \| \| \| \| \| \| \| \| \| \| \| \| \| \| \| classe I >= 5 000 m 3 cavité[s] \| classe II >= 1 500 m et < 5 000 m 4 cavités \| classe III >= 1 000 m et < 1 500 m 3 cavités \| classe IV >= 200 m et < 1 000 m 31 cavités \| \| |                                 |                                             |                                              |                                            |  |
| Le graphique qui aurait dû être présenté ici ne peut pas être affiché car il utilise l'ancienne extension Graph, désactivée pour des questions de sécurité. Des indications pour créer un nouveau graphique avec la nouvelle extension Chart sont disponibles ici . |                                 |                                             |                                              |                                            |  |
| Histogramme de la répartition des plus longues cavités naturelles de la Charente par classe de développement -- Les 41 cavités citées fin 2019 sont réparties en 4 classes de développement -- |                                 |                                             |                                              |                                            |  |
| |                                 |                                             |                                              |                                            |  |
| | classe I >= 5 000 m 3 cavité[s] | classe II >= 1 500 m et < 5 000 m 4 cavités | classe III >= 1 000 m et < 1 500 m 3 cavités | classe IV >= 200 m et < 1 000 m 31 cavités |  |

## Cavités de la Charente (France) de développement supérieur ou égal à5 000 mètres
3 cavités sont recensées dans cette « classe I » au 31 décembre 2019.
| N° | Cavité (autres noms)    | Commune                                  | Massif ou zone                                 | Coord. (WGS 84)             | Dévelop. (mètres) | Dénivel. (mètres) | Sources ou références           | Mise à jour |
| -- | ----------------------- | ---------------------------------------- | ---------------------------------------------- | --------------------------- | ----------------- | ----------------- | ------------------------------- | ----------- |
| 1  | Réseau du Trou Qui Fume | La Rochette                              | Karst de La Rochefoucauld Forêt de la Braconne | 45° 47′ 01″ N, 0° 18′ 44″ E | +15 000, m        | +040, m           | Congrès 2009 FFS & G. Dandurand | 2012-04     |
| 2  | Réseau Camelot - Hobbit | Rivières & La Rochefoucauld-en-Angoumois | Karst de La Rochefoucauld                      | 45° 44′ 33″ N, 0° 21′ 30″ E | +14 000, m        | +045, m           | Spelunca n°137 & ARSLR ,        | 2018-09     |
| 3  | Fosse Mobile            | Agris                                    | Karst de La Rochefoucauld Forêt de la Braconne | 45° 46′ 36″ N, 0° 18′ 39″ E | +08 000, m        | +065, m           | ARSLR ,                         | 2018-09     |

## Cavités de la Charente (France) de développement compris entre1 500 mètreset4 999 mètres
4 cavités sont recensées dans cette « classe II » au 31 décembre 2019.
| N° | Cavité (autres noms)  | Commune                       | Massif ou zone            | Coord. (WGS 84)             | Dévelop. (mètres) | Dénivel. (mètres) | Sources ou références            | Mise à jour |
| -- | --------------------- | ----------------------------- | ------------------------- | --------------------------- | ----------------- | ----------------- | -------------------------------- | ----------- |
| 4  | Grottes de Rancogne   | Moulins-sur-Tardoire          | Karst de La Rochefoucauld | 45° 41′ 52″ N, 0° 24′ 21″ E | +02 780, m        | +025, m           | Spéléométrie de la France & BRGM | 2013-10     |
| 5  | Gouffre de Saulnières | La Rochefoucauld-en-Angoumois | Karst de La Rochefoucauld | 45° 43′ 21″ N, 0° 21′ 21″ E | +01 970, m        | +052, m           | Spéléométrie de la France & BRGM | 2013-10     |
| 6  | Grotte de la Fuie     | Chasseneuil-sur-Bonnieure     | Karst de La Rochefoucauld | 45° 49′ 22″ N, 0° 27′ 27″ E | +01 562, m        | +024, m           | Spelunca n°146 & ARSLR ,         | 2018-09     |
| 7  | Trou du Bois du Clos  | Pranzac                       | Karst de La Rochefoucauld | 45° 40′ 54″ N, 0° 18′ 43″ E | +01 500, m        | +097, m           | Spelunca n°67 & ARSLR ,          | 2018-09     |

## Cavités de la Charente (France) de développement compris entre1 000 mètreset1 499 mètres
3 cavités sont recensées dans cette « classe III » au 31 décembre 2019.
| N° | Cavité (autres noms)     | Commune                | Massif ou zone            | Coord. (WGS 84)             | Dévelop. (mètres) | Dénivel. (mètres) | Sources ou références            | Mise à jour |
| -- | ------------------------ | ---------------------- | ------------------------- | --------------------------- | ----------------- | ----------------- | -------------------------------- | ----------- |
| 8  | Grottes du Quéroy        | Chazelles              | Karst de La Rochefoucauld | 45° 39′ 05″ N, 0° 19′ 04″ E | +01 400, m        | +035, m           | F. Roger                         | 2007-00     |
| 9  | Grotte de la Cave Chaude | Moulins-sur-Tardoire   | Karst de La Rochefoucauld | 45° 41′ 03″ N, 0° 25′ 18″ E | +01 240, m        | +025, m           | ARSLR ,                          | 2018-09     |
| 10 | Grotte de la Fuie        | Saint-Laurent-de-Céris | Karst de La Rochefoucauld | 45° 55′ 40″ N, 0° 29′ 56″ E | +01 100, m        | +009, m           | Spéléométrie de la France & BRGM | 2013-10     |

En attente le réseau de la Licorne à La Rochefoucauld-en-Angoumois: 1000m 

## Cavités de la Charente (France) de développement compris entre200 mètreset999 mètres
31 cavités sont recensées dans cette « classe IV » au 31 décembre 2019.
| N° | Cavité (autres noms)          | Commune                       | Massif ou zone                                 | Coordonnées (WGS 84)        | Dévelop. (mètres) | Dénivel. (mètres) | Sources ou références                   | Mise à jour |
| -- | ----------------------------- | ----------------------------- | ---------------------------------------------- | --------------------------- | ----------------- | ----------------- | --------------------------------------- | ----------- |
| 11 | Grotte de l'Hirondelle        | Angoulême                     |                                                | 45° 38′ 17″ N, 0° 08′ 43″ E | +00994, m         | +015, m           | Spéléométrie de la France & BRGM        | 2013-10     |
| 12 | Trou du Parking               | La Rochefoucauld-en-Angoumois | Karst de La Rochefoucauld                      | 45° 44′ 06″ N, 0° 20′ 43″ E | +00800, m         | NC                | ARSLR ,                                 | 2013-10     |
| 13 | Grotte des Moradies           | Marthon                       |                                                | 45° 36′ 46″ N, 0° 26′ 09″ E | +00775, m         | +017, m           | Spéléométrie de la France & BRGM        | 2013-10     |
| 14 | Grotte de Gratte-Chèvre       | Agris                         | Karst de La Rochefoucauld Forêt de la Braconne | 45° 46′ 28″ N, 0° 19′ 02″ E | +00723, m         | +012, m           | Spéléométrie de la France & ARSLR,      | 2018-09     |
| 15 | Œil du Cros                   | Marsac                        |                                                | 45° 44′ 39″ N, 0° 04′ 01″ E | +00710, m         | +007, m           | Spéléométrie de la France & BRGM        | 2013-10     |
| 16 | Sources de la Touvre          | Touvre                        | Karst de La Rochefoucauld                      | 45° 39′ 47″ N, 0° 15′ 16″ E | +00700, m         | +180, m           | Spéléo n°76 & Subaqua                   | 2011-??     |
| 17 | Grotte de Grosbot             | Champagne-Mouton              |                                                | 45° 44′ 39″ N, 0° 04′ 01″ E | +00670, m         | +010, m           | Spéléométrie de la France & BRGM        | 2013-10     |
| 18 | Perte de Chez Roby            | Bunzac                        | Karst de La Rochefoucauld                      | 45° 42′ 34″ N, 0° 20′ 16″ E | +00505, m         | +025, m           | Spéléométrie de la France & BRGM        | 2013-10     |
| 19 | Grotte de Bagnolet-le-Bas     | Cognac                        |                                                | 45° 42′ 50″ N, 0° 19′ 14″ O | +00500, m         | +004, m           | Spéléométrie de la France & BRGM        | 2013-10     |
| 20 | Grotte des Rameaux            | Moulins-sur-Tardoire          | Karst de La Rochefoucauld                      | 45° 41′ 06″ N, 0° 25′ 14″ E | +00480, m         | +010, m           | Spéléométrie de la France & BRGM        | 2013-10     |
| 21 | Grotte du Sabbat              | Moulins-sur-Tardoire          | Karst de La Rochefoucauld                      | 45° 40′ 13″ N, 0° 25′ 44″ E | +00430, m         | NC                | Spéléométrie de la France & BRGM        | 2013-10     |
| 22 | Grotte de la Fontaine Blanche | Édon                          |                                                | 45° 29′ 28″ N, 0° 22′ 09″ E | +00400, m         | +010, m           | Spéléométrie de la France & BRGM        | 2013-10     |
| 23 | Grotte du Murin               | Bunzac                        | Karst de La Rochefoucauld                      | 45° 42′ 06″ N, 0° 20′ 38″ E | +00397, m         | +013, m           | Spéléométrie de la France & BRGM        | 2013-10     |
| 24 | Grotte de la Ramisse          | Rivières                      | Karst de La Rochefoucauld                      | 45° 44′ 52″ N, 0° 22′ 23″ E | +00386, m         | +015, m           | Spéléométrie de la France & BRGM        | 2013-10     |
| 25 | Fosse Limousine               | Agris                         | Karst de La Rochefoucauld Forêt de la Braconne | 45° 45′ 58″ N, 0° 18′ 50″ E | +00359, m         | +045, m           | Spéléométrie de la France & BRGM        | 2013-10     |
| 26 | Grotte du Châtelard           | Rivières                      | Karst de La Rochefoucauld                      | 45° 46′ 09″ N, 0° 20′ 28″ E | +00350, m         | NC                | Spéléométrie de la France & BRGM        | 2013-10     |
| 27 | Grotte des Fées               | Moulins-sur-Tardoire          | Karst de La Rochefoucauld                      | 45° 41′ 57″ N, 0° 24′ 07″ E | +00330, m         | +013, m           | Spéléométrie de la France               | 2000-12     |
| 28 | Fontaine Saint Roch           | Parzac                        | Karst de La Rochefoucauld                      | 45° 56′ 05″ N, 0° 25′ 02″ E | +00300, m         | +003, m           | Spéléométrie de la France & BRGM        | 2013-10     |
| 29 | Grotte de Souffrignac         | Souffrignac                   |                                                | 45° 35′ 36″ N, 0° 30′ 20″ E | +00280, m         | NC                | Spéléométrie de la France & BRGM        | 2013-10     |
| 30 | Trou des Cavernes             | Soyaux                        | Terres Chaudes Plateau d'Angoulême             | 45° 38′ 00″ N, 0° 13′ 45″ E | +00272, m         | +034, m           | Spéléométrie de la France & BRGM        | 2013-10     |
| 31 | Grotte du Cluzeau             | Vitrac-Saint-Vincent          |                                                | 45° 47′ 35″ N, 0° 29′ 53″ E | +00270, m         | NC                | Spéléométrie de la France & BRGM        | 2013-10     |
| 32 | Grotte des Perrats            | Agris                         | Karst de La Rochefoucauld Forêt de la Braconne | 45° 47′ 52″ N, 0° 21′ 58″ E | +00250, m         | +003, m           | Spéléométrie de la France & BRGM        | 2013-10     |
| 33 | Grotte de Lavaud              | Montbron                      |                                                | 45° 40′ 42″ N, 0° 29′ 59″ E | +00245, m         | NC                | Spéléométrie de la France & BRGM        | 2013-10     |
| 34 | Fontaine de Lascoux           | Saint-Laurent-de-Céris        | Karst de La Rochefoucauld                      | 45° 57′ 18″ N, 0° 31′ 47″ E | +00240, m         | NC                | Spéléométrie de la France & BRGM        | 2013-10     |
| 35 | Grotte du Visage              | Moulins-sur-Tardoire          | Karst de La Rochefoucauld                      | 45° 41′ 09″ N, 0° 24′ 54″ E | +00228, m         | NC                | Hominidés.com & Ministère de la Culture | 2006-06     |
| 36 | Grotte de Chez Tarrois        | Pranzac                       | Karst de La Rochefoucauld                      | 45° 40′ 44″ N, 0° 20′ 17″ E | +00220, m         | +015, m           | Spéléométrie de la France & BRGM        | 2013-10     |
| 37 | Grotte de la Chapuze          | Torsac                        |                                                | 45° 34′ 52″ N, 0° 10′ 19″ E | +00220, m         | NC                | Spéléométrie de la France & BRGM        | 2013-10     |
| 38 | Grotte de la Maison Blanche   | La Rochefoucauld-en-Angoumois | Karst de La Rochefoucauld                      | 45° 43′ 07″ N, 0° 20′ 10″ E | +00220, m         | +010, m           | Spéléométrie de la France & BRGM        | 2013-10     |
| 39 | Grotte des Chirons            | Puymoyen                      |                                                | 45° 37′ 35″ N, 0° 09′ 37″ E | +00204, m         | +033, m           | Spéléométrie de la France & BRGM        | 2013-10     |
| 40 | Grotte de Luget n° 2          | Pranzac                       | Karst de La Rochefoucauld                      | 45° 40′ 32″ N, 0° 23′ 01″ E | +00200, m         | NC                | Spéléométrie de la France & BRGM        | 2013-10     |
| 41 | Grotte de Feuillade           | Feuillade                     |                                                | 45° 36′ 33″ N, 0° 28′ 02″ E | +00200, m         | NC                | Spéléométrie de la France & BRGM        | 2013-10     |